# Niké aréna
Niké aréna – hala widowiskowo-sportowa w Prievidzy, na Słowacji. Została oddana do użytku 4 listopada 1977 roku. Może pomieścić 2700 widzów, z czego 2000 miejsc jest siedzących. Przy okazji koncertów liczba miejsc może być zwiększona do 3400. Na obiekcie swoje spotkania rozgrywają m.in. koszykarze klubu BC Prievidza i siatkarze zespołu VK Prievidza.